# Илинден (газета)
Илинден (болг. Илинден) — болгарська газета, нелегальний орган Внутрішньої македонсько-одринської революційної організації, яка видавалася в Софії з 27 листопада 1907 по 12 вересня 1908 за редакцією Василя Паскова.
Вісник виходив щосереди та щосуботи, на час припинення публікації газета нараховувала 64 випуски. До редакції входили: Ґріґор Васілев, Пейо Яворов, Данаіл Крапчев, Нікола Мілев і Петко Пенчев. Неодноразово в ній публікувався Клімент Шапкарев. Газета друкувалася типографією Петра Глушкова.
Незабаром Васил Пасков (після виходу 15 номерів) залишає редакційну комісію і стає редактором партійної газети «Пряпор».